# Jacques Bainville
Pour les articles homonymes, voir Bainville.
Jacques Bainville, né le 9 février 1879 à Vincennes (Val-de-Marne) et mort le 9 février 1936 à Paris, est un journaliste, historien et académicien français.
Il est une figure majeure de l'Action française, mouvement politique nationaliste et royaliste d'extrême droite.

## Biographie

### Origines, jeunesse et formation de sa pensée

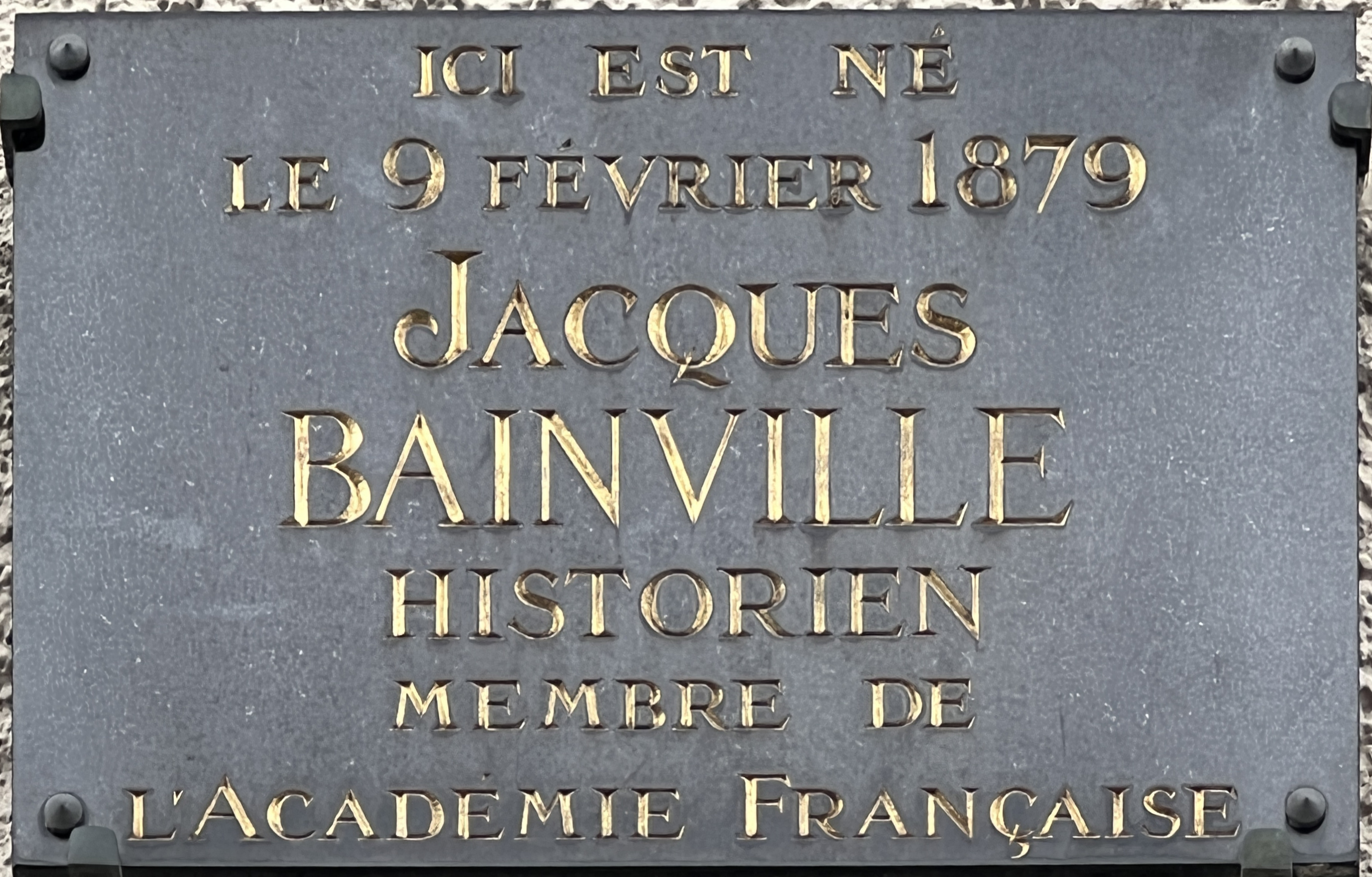
Plaque à son lieu de naissance, rue de Fontenay, Vincennes.

Il est membre de la famille Bainville, maison d’origine lorraine anoblie en 1618.
Né à Vincennes dans une famille attachée aux valeurs républicaines, Jacques Pierre Bainville est élève du lycée Henri-IV puis pendant une année de la faculté de droit de Paris. Il est le neveu de l’écrivain du XIXe siècle Camille Bainville. Il commence son œuvre en 1900, à l'âge de 20 ans, avec Louis II de Bavière.
En 1900, à l’issue de son séjour en Bavière et après avoir été « dreyfusard », Jacques Bainville devient monarchiste. C’est par réflexion et comparaison, que ce fils de famille républicaine, libre penseur et voltairien, peu sensible à tout sentiment nostalgique, s’est tourné vers le royalisme. Face au rayonnement d’une Allemagne unifiée par Bismarck, en pleine expansion économique et démographique, au pouvoir stable et fort, il juge que la République – « la fille de Bismarck », écrit-il dans son Bismarck et la France – est un régime malthusien, essoufflé, livré à des gens médiocres et aux querelles intestines, incapable de faire face à cette Allemagne qui le fascine autant qu’elle l’inquiète.

### Carrière d’écrivain, journaliste et historien
« En mars 1900, il rencontre Charles Maurras au Café de Flore qui le séduit autant par la qualité de sa critique littéraire que par la cohérence de sa doctrine, son empirisme et son absence de préjugé religieux. Convaincu de la supériorité du modèle politique allemand, Bainville est déjà gagné aux idées monarchistes. Il est l'un des premiers à répondre dans la Gazette de France à l'Enquête sur la monarchie. Avec Maurras, il collabore à la revue traditionaliste Minerva, fondée en 1902 par René-Marc Ferry, et enseigne les relations internationales à l’institut d'Action française, tout en assurant nombre de chroniques dans le journal du mouvement : vie parlementaire, diplomatie, économie, bourse et même vie théâtrale, rien n'échappe à sa plume. »

— Agnès Callu et Patricia Gillet, Lettres à Charles Maurras : amitiés politiques, lettres autographes : 1898-1952

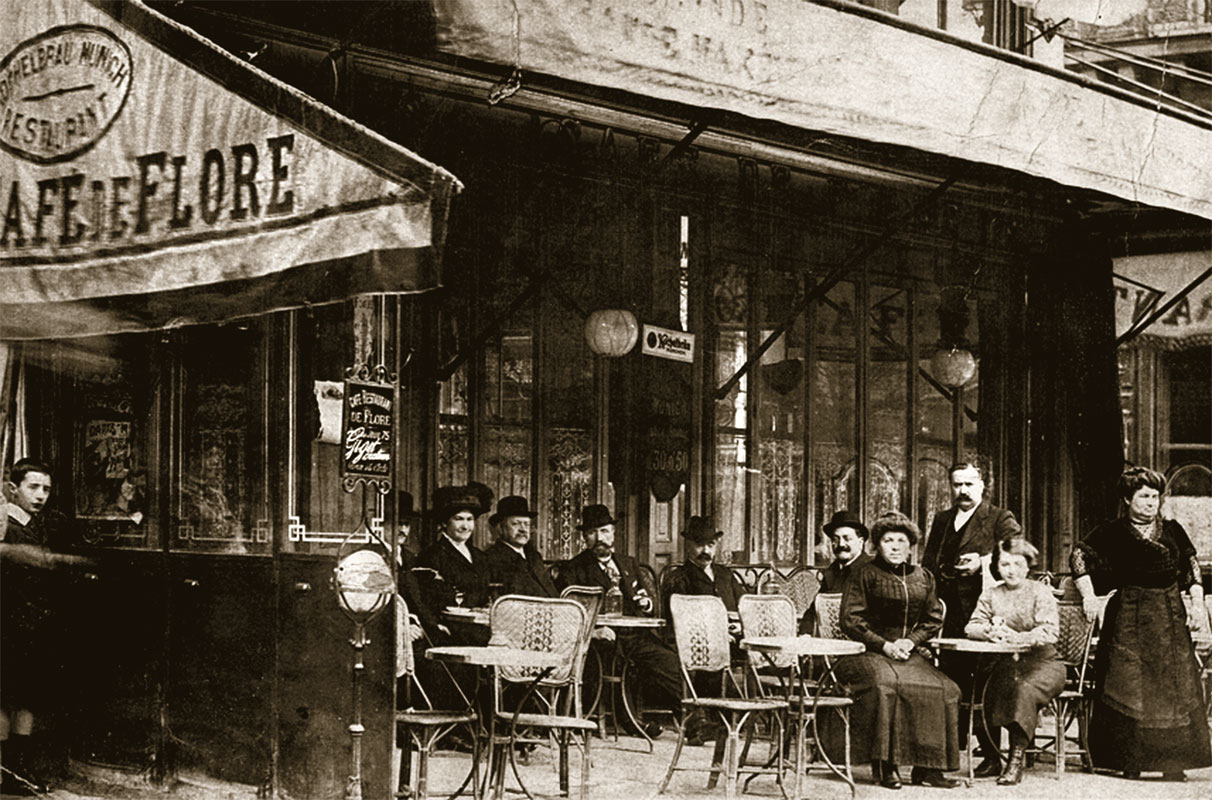
Le Café de Flore vers 1900, lieu de réunion habituel des fondateurs de l'Action française.

Maurras le fait entrer comme journaliste à La Gazette de France, ensuite à la Revue d'Action française puis, à sa fondation en 1908, au quotidien L’Action française, « arme de propagande principale » du mouvement d'extrême droite,, où il tient la rubrique de politique étrangère. Bainville écrit aussi pour La Liberté, Le Petit Parisien et La Nation belge. Il assure la direction du journal La Revue universelle. En 1922, on lui proposera de prendre la direction du Figaro[source insuffisante], qui vient d'être racheté par le millionnaire antisémite François Coty.
Il y décrit le nationalisme français comme l'inspirateur du nationalisme allemand, donc la cause profonde des catastrophes de 1870 et de 1914-1918. Il l’explique en 1915 dans son Histoire de deux peuples puis en 1918 dans son Histoire de trois générations, où il martèle cette idée que la plus grande erreur de la France, qui a abouti à la Première Guerre mondiale, est d’avoir contribué à l’unification allemande :

« Au nom de la gloire et des nationalités, au nom de l’émancipation des races et des principes de la Révolution, Napoléon III mettait sur le pied de guerre une armée française pour sauver la Prusse et permettre aux héritiers de Frédéric de jeter un jour sur la France des millions d’Allemands unis sous le même drapeau. »

Bainville publie en 1920 un ouvrage commentant le traité de Versailles, Les Conséquences politiques de la paix, en contrepoint au livre à succès de Keynes Les Conséquences économiques de la paix. Jacques Bainville y critique le « laisser aller » pacifiste de Clemenceau et d'autres sur la question allemande. Selon lui, le pacifisme a conduit la France à ne pas demander de lourdes sanctions à l'Allemagne ne respectant pas le traité de Versailles, à ne pas la démanteler et faire venir les troupes françaises en Allemagne pour montrer la victoire française[réf. nécessaire]. Il écrit notamment : « il s'agit d'une paix trop douce pour ce qu'elle a de dur, et trop dure pour ce qu'elle a de doux ».
Déplorant surtout que l'Allemagne ait pu garder son unité politique, il affirme que rien ne sera réglé tant que celle-ci « conservera cette puissance politique qui engendre toute autre puissance et qui lui rendra tôt ou tard sa puissance militaire », rendue indispensable par sa situation géographique. « Il ne manquera que l'occasion et l'homme qui mettront ce militarisme en mouvement », écrit-il même dans cet ouvrage. Il voit également que la Petite Entente ne sera pas assez solide pour contenir l'expansionnisme germanique, en Autriche et dans la région des Sudètes, où vivent trois millions d'Allemands (« Une guerre avec l'Allemagne serait le suicide de la Tchécoslovaquie »), et que la Pologne ne dispose pas d'un État assez fort pour résister à ces deux puissants voisins. « Le traité de Versailles a noué l'alliance de l'Allemagne et de la Russie », ce qui impose, selon lui, que la France s'allie à la Pologne comme elle est venue à son secours en 1920, pour le cas où la Pologne serait un jour « attaquée par les Allemands, la Russie étant prête à profiter de son désastre et à la poignarder par-derrière ».

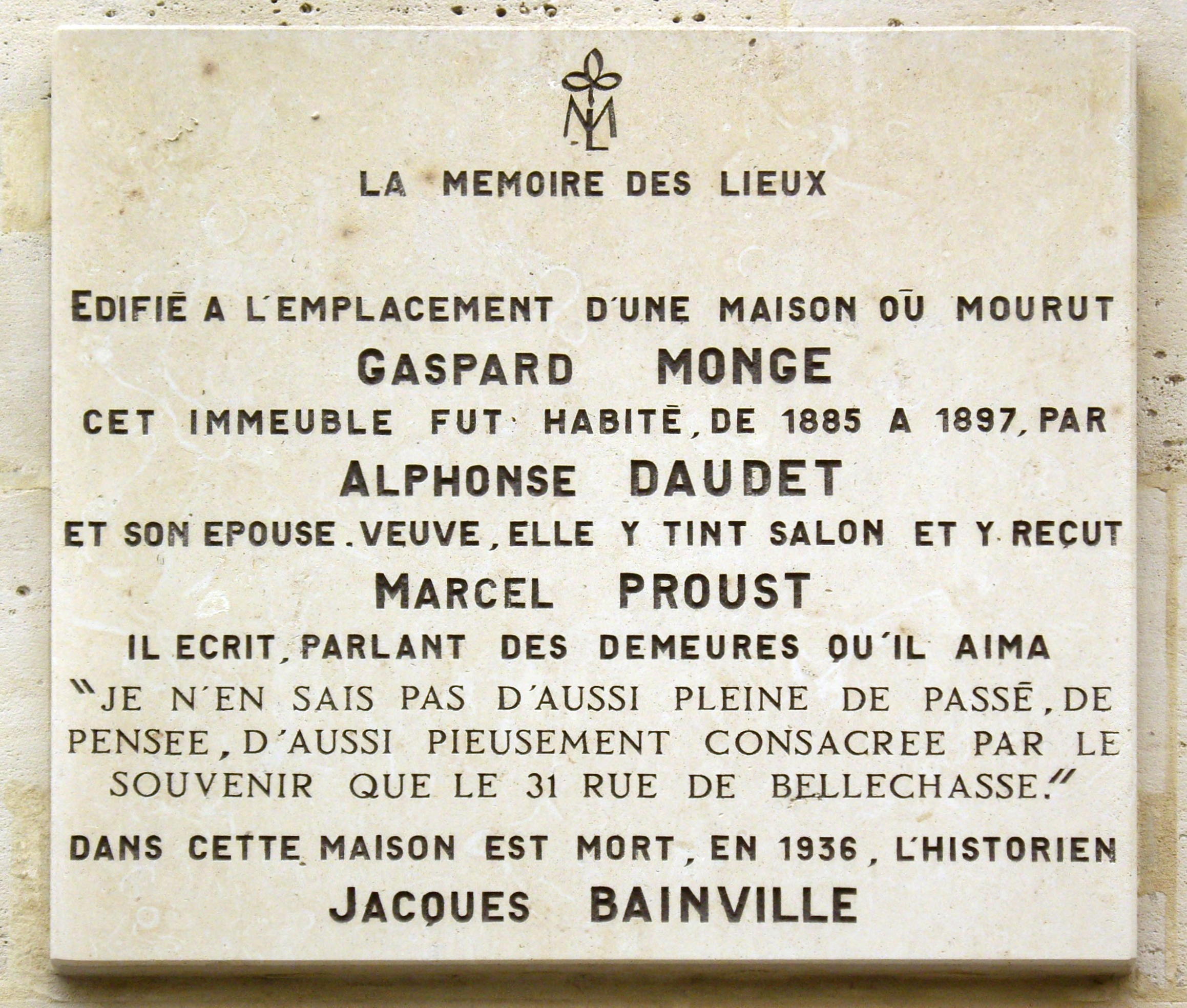
Plaque apposée au no 31 de la rue de Bellechasse, dans le, où mourut Jacques Bainville en 1936.

Grande figure du monarchisme nationaliste et de l'Action française, nationaliste, il exalte la politique de la monarchie française (Histoire de France, 1924) et s’inquiète de la faiblesse de la démocratie face à la puissance allemande (La Troisième République, 1935). Il est élu le 25 mars 1935 membre de l'Académie française, en même temps qu'André Bellessort et Claude Farrère. Il obtient vingt voix sur vingt-sept votants pour succéder à Raymond Poincaré au 34e fauteuil.
Bainville affiche des sympathies envers le fascisme et plusieurs dictatures. Dans l'avant-propos qu'il rédige pour l'édition française d'un ouvrage de Pietro Gorgolini sur le fascisme, il rédige un éloge de Benito Mussolini et épanche son admiration pour les Chemises noires. Il tient des propos élogieux sur le dictateur portugais Salazar, qualifiant son régime de « dictature la plus honnête, la plus sage et la plus mesurée d'Europe ».

### Vie personnelle, incident lors de ses funérailles
En 1912, à Marigny, Bainville épouse Jeanne Niobey (1889-1970) avec laquelle il aura un fils, Hervé (1921-2014).
En 1920, Bainville est nommé au grade de chevalier de la Légion d'honneur.
Il meurt le 9 février 1936, jour de son 57e anniversaire, des suites d'un ulcère dont il souffrait depuis près d'un an.
Lors de ses funérailles, le 13 février 1936, le cortège funèbre provoque un embouteillage dû à la vitesse peu élevée à laquelle il avançait. Malgré lui, Léon Blum, dans une voiture à cocarde, se trouve à proximité du cortège funèbre. Reconnu par des militants d'extrême droite, Blum — alors âgé de 63 ans — est violemment frappé par nombre d'entre eux : d'anciens camelots, séparés officiellement de l'Action française, cassent la vitre arrière de la voiture de Blum, ce qui le blesse au cou et à la tempe d'où une effusion importante de sang. L'intervention d'ouvriers travaillant sur un chantier voisin évite que le chef socialiste ne soit lynché. L'enquête montre ensuite que « la plupart des agresseurs portaient des brassards et insignes d’Action française », et le chapeau de Blum est ensuite retrouvé dans ses locaux. Cette violente agression suscite une importante émotion. En signe de protestation, une manifestation se déroule du Panthéon à la Bastille.

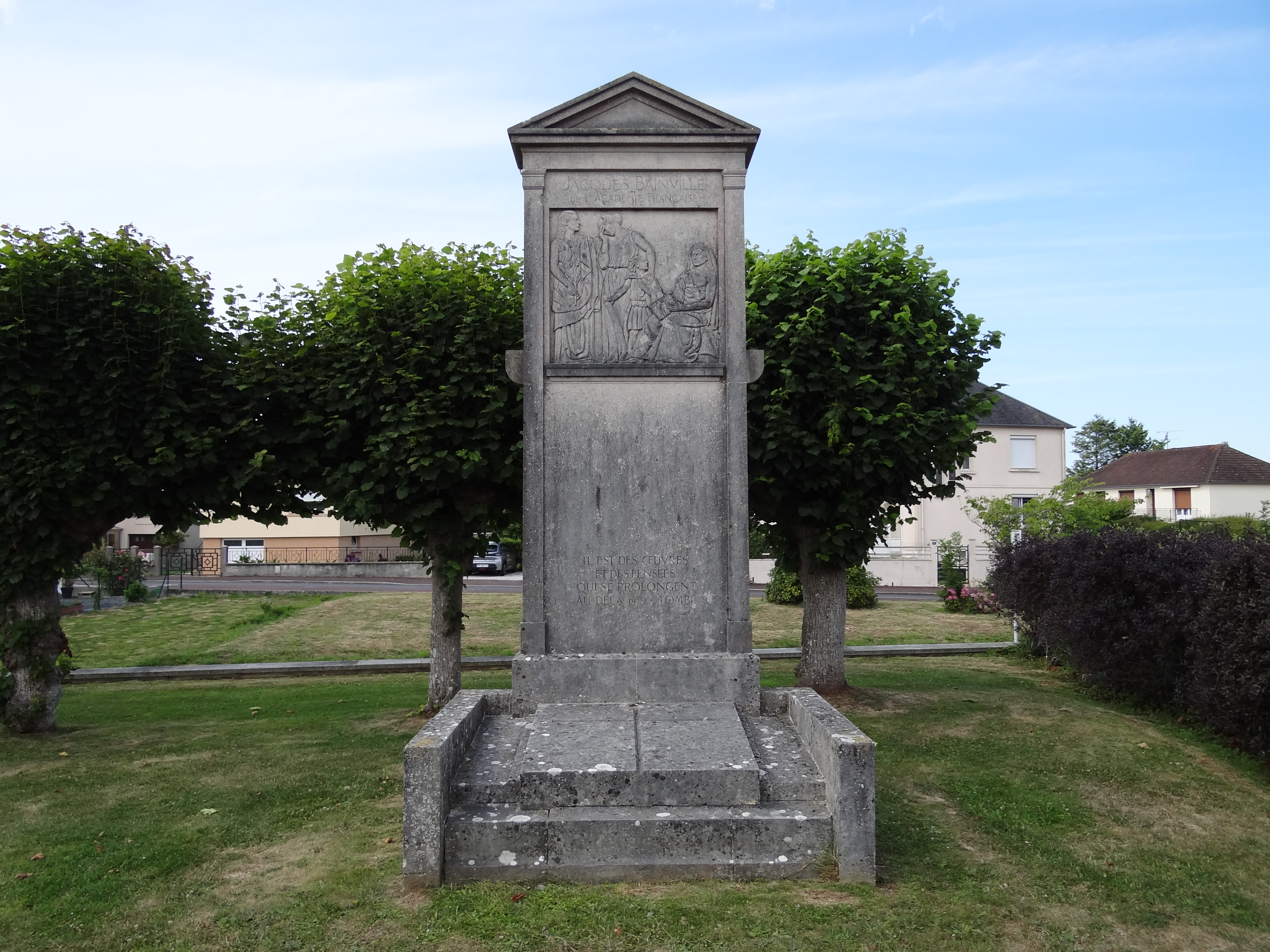
Le tombeau de Jacques Bainville à Marigny (Manche).

Son corps est finalement inhumé sous un modeste monument dans le square Jacques Bainville à Marigny dans la Manche.

## Postérité
Dans Apologie pour l'histoire ou Métier d'historien, l'historien Marc Bloch cite Bainville parmi les exemples d'« une histoire prétendue, dont l’absence de sérieux, le pittoresque de pacotille, les parti pris politiques pensent se racheter par une immodeste assurance ».
François Mauriac, louant les talents d'analyste de Bainville, écrit en 1956 : « D'une science conjecturale, Bainville a fait une science exacte. »
En 1977, un « cercle Jacques-Bainville » (CJB), regroupe les étudiants de l'Action française à l'université d'Assas. Tombé progressivement en désuétude, il est reformé à la rentrée 2010 par des étudiants d'extrême droite.

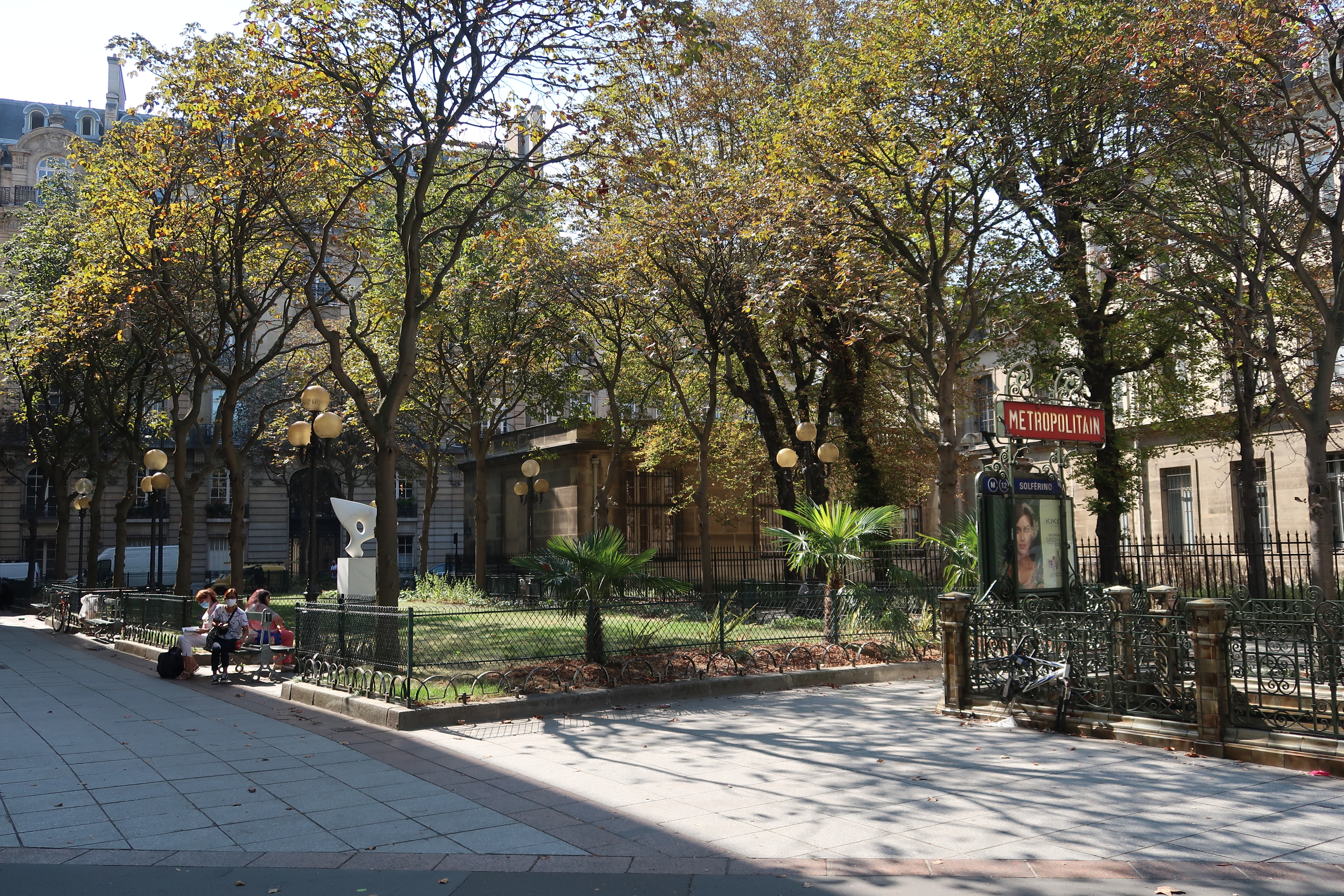
Vue de la station Solférino depuis la place Jacques-Bainville, dans le.

Pour le 70e anniversaire de sa mort, une « journée Jacques Bainville » est organisée le 25 février 2006 à Paris, avec diverses conférences (« Jacques Bainville et l'Europe » par Christophe Dickès, docteur en histoire, journaliste à Canal Académie, radio des cinq Académies (Institut de France), « Jacques Bainville, un modèle pour comprendre l'avenir » par Pierre Hillard, militant antisémite, « Jacques Bainville et l'Action française » par Pierre Pujo, directeur du journal Action française 2000.)
Des artères ont été nommées en son honneur dans quelques villes de France comme à Paris (place Jacques-Bainville dans le 7e arrondissement), Marseille (avenue Jacques-Bainville dans le 9e arrondissement), Marigny (rue Jacques-Bainville), Vincennes et Tourcoing (allée Jacques-Bainville).
Un buste de lui a été exécuté par le statuaire Philippe Besnard.
Au début des années 2020, Éric Zemmour se revendique régulièrement de lui.
Le 6 décembre 2022, le ministre de l'Intérieur Gérald Darmanin introduit son projet de réforme de l'immigration à l'Assemblée nationale en citant les premières lignes de l'Histoire de France de Bainville,.

## Publications
- 1900 : Louis II de Bavière [détail des éditions]
- 1907 : Bismarck et la France [détail des éditions]
- 1913 : Le Coup d'Agadir et la guerre d'Orient [détail des éditions] [lire en ligne]
- 1915 : Histoire de deux peuples [détail des éditions]
- 1916 : La Guerre et l'Italie [détail des éditions] [lire en ligne]
- 1917 : Petit Musée germanique [détail des éditions]

Comment est née la révolution russe [détail des éditions]
- 1918 : Histoire de trois générations [détail des éditions] [lire en ligne]
- 1919 : Comment placer sa fortune [détail des éditions] [lire en ligne]
- 1920 : Les Conséquences politiques de la paix [détail des éditions]
- 1923 : Ironie et Poésie [détail des éditions]

Filiations [détail des éditions]
- 1924 : Heur et malheur des Français [détail des éditions] [lire en ligne]

Histoire de France [détail des éditions]
- 1925 : Le Dix-huit brumaire [détail des éditions] [lire en ligne]
- 1926 : Le Salon d'Aliénor [détail des éditions]

Nouveau Dialogue dans le salon d'Aliénor [détail des éditions]
Polioute [détail des éditions]
- 1927 : L'Allemagne romantique et réaliste [détail des éditions]

Le Critique mort jeune [détail des éditions] [(extrait) lire en ligne]
Au seuil du siècle [détail des éditions]
Jaco et Lori [détail des éditions]
Le Vieil Utopiste [détail des éditions]
- 1928 : Petite Histoire de France [détail des éditions] [lire en ligne]

Couleurs du temps [détail des éditions]
La Tasse de Saxe [détail des éditions]
- 1929 : Le Jardin des lettres [détail des éditions]

Une saison chez Thespis [détail des éditions]
Une histoire d'amour
- 1931 : Napoléon [détail des éditions]

Maximes et Réflexions [détail des éditions]
Les Sept Portes de Thèbes [détail des éditions]
- 1932 : Bismarck [détail des éditions] [lire en ligne]
- 1933 : Histoire de deux peuples, continuée jusqu'à Hitler
- 1934 : Les Étonnements de Michou [détail des éditions], illustré par Alain Saint-Ogan
- 1935 : La Troisième République [détail des éditions]

Les Dictateurs [détail des éditions]

### Autres textes
- Herbert Van Leisen, « Préface », dans Mirabeau ou la Révolution royale, B. Grasset, 1926
- Xavier de Courville, « Préface », dans Jomini ou le Devin de Napoléon, Plon, 1935

### Œuvres posthumes
- 1936 : Bonaparte en Égypte [détail des éditions]
- 1937 : Lectures [détail des éditions]

La Fortune de la France [détail des éditions] [lire en ligne]
La Russie et la barrière de l'Est [détail des éditions] [lire en ligne]
- 1938 : L'Angleterre et l'empire britannique [détail des éditions] [lire en ligne]

Chroniques [détail des éditions]
- 1939 : Doit-on le dire ? [détail des éditions]

L'Allemagne : tome I [détail des éditions]
- 1940 : L'Allemagne : tome II [détail des éditions]
- 1943 : Comment s'est faite la Restauration de 1814 [détail des éditions] [lire en ligne]
- 1946 : Esquisses et Portraits [détail des éditions]
- 1947 : La France : tome I [détail des éditions]

La France : tome II [détail des éditions]
- 1948 : Journal : 1901-1918 [détail des éditions]
- 1949 : Journal : 1919-1926 [détail des éditions]

Journal : 1927-1935 [détail des éditions]
- 1953 : Journal inédit (1914) [détail des éditions]

### Traduction de ses œuvres
- (en) Italy and the war [« La Guerre et l'Italie »] (trad. Bernard Miall), Hodder and Stoughton, 1916
- (en) Two histories face to face, France versus Germany [« Histoire de deux peuples : la France et l'Empire allemand »], Nouvelle Librairie nationale, 1919 (lire en ligne)  — ASIN : B00086X8SC
- (en) Napoleon [« Napoléon »] (trad. Hamish Miles), Little, Brown, and company, 1933  — Réédition, Simon Publications Inc., 2002,  (ISBN 978-1-931541-79-4)
- (en) The French Republic 1870-1935 [« La Troisième République : 1870-1935 »], Cape, 1936  — ASIN : B000L5ZF68
- (en) Dictators [« Les Dictateurs »] (trad. J. Lewis May), Londres, Jonathan, 1937 (lire en ligne)  — Réédition, Cape Kennikat Press, 1967
- (en) History of France [« Histoire de France »], D. Appleton-Century, 1939  — ASIN : B00089JCE8
- (de) Frankreichs Kriegsziel [« Les Conséquences politiques de la paix »], Hambourg, Hanseatische Verlagsanstalt, 1939  — Réédition, Struckum Verl. für Ganzheitl., 1989,  (ISBN 978-3-922314-87-5)
- (pl) Dzieje Francji [« Histoire de France »] (trad. T. Stryjenski), Wydawnictwo J. Przeworskiego, 1946
- (es) La tercera República Francesa [« La Troisième République »], Doncel, 1975, 236 p. (ISBN 978-84-325-0522-5)
- (es) Napoleón [« Napoléon »] (trad. Ralph Waldo Emerson), Porrúa, 1994, 382 p. (ISBN 978-968-452-756-0)

## Distinctions
- Chevalier de la Légion d'honneur (20 septembre 1920)[19]
- Commandeur de l'ordre de la Couronne d'Italie[19]
- Commandeur de l'ordre de la Couronne (Roumanie)[19]
- Chevalier de l'ordre de Léopold (Belgique)[19]